# 陳覽
陈览（越南语：／，?—967年），十二使君之一，号陈明公（越南语：／），据守布海口（今太平省奇布，一说武仙）。在吴昌文未复国之前，陈明公就起兵了。丁部领听闻陈明公“有德而无嗣”，带同儿子丁琏投靠。陈明公便收为养子，让丁部领带兵出征。后来967年，陈明公卒，丁部领就继承了陈明公的部众。